# آلفرد جی. گلدینگ
آلفرد جی. گلدینگ (انگلیسی: Alfred J. Goulding؛ ‏ ۲۶ ژانویهٔ ۱۸۸۵ – ۲۵ آوریل ۱۹۷۲) کارگردان فیلم، فیلم‌نامه‌نویس، و بازیگر اهل ایالات متحده آمریکا بود.

## گزیدهٔ فیلم‌شناسی
- جنب‌وجوش پر سروصدا
- هل نده
- رئیس بزرگ سرخپوستان
- باقی پولت را بشمار
- هرگز به من دست نزد
- بیرون تراموا
- تپانچه‌هایی برای صبحانه
- ماراتن
- بله، آقا
- پرده را بالا بزن
- کفش‌هاتو دربیار
- بی‌عرضه وظیفه‌شناس
- عروس و دلتنگی
- بخت خود را بیازما
- یک عاشقانه اوزارک
- جایی در ترکیه
- آتش‌نشان فرزند مرا نجات بده
- اخراج‌شده
- همرنگ جماعت شو
- سبیل‌ها را تاب بده
- سلام!
- آهای، پدر!
- بانو
- بلیس
- خجالتی
- با همرقص‌هایت سوئینگ برقص
- بیرون کردن میکروب‌ها از آلمان
- زودباش
- با عجله
- دست به دهان
- ارواح جن‌زده
- گاسی دو لول
- همه سرنشینان
- بیا بریم
- آقای باگز محترم
- لطفاً دلپذیر باش
- یک عروسی بنزینی
- در کنار امواج غم‌زده دریا
- آیا لازم است مردان پیاده به منزل بروند؟